# L'assedio di Calais
L'assedio di Calais (en català, El setge de Calais) és un melodramma lirico, o òpera, en tres actes amb música de Gaetano Donizetti i llibret en italià de Salvatore Cammarano, basat en l'obra de Luigi Marchionni i, secundàriament, el ballet de Luigi Henry (1827), les quals, al seu torn, es basen l'obra de Pierre Laurent Buirette de Belloy titulada Le siège de Calais (1765). La base històrica de l'argument és el setge de Calais que va tenir lloc el 1346, al començament de la Guerra dels Cent Anys. Es va estrenar el 19 de novembre de 1836 al Teatro San Carlo de Nàpols.
Actualment és una òpera que es representa amb poca freqüència: a les estadístiques d'Operabase Arxivat 2017-05-14 a Wayback Machine. apareix amb només 2 representacions en el període 2005-2010.

## Context
El llibret de Salvatore Cammarano ha estat descrit com a "...un notable llibret, el més proper a l'autèntica poesia que Cammarano mai va fer, en particular en la seva descripció de la ciutat emboscada i de l'orgullós coratge dels seus ciutadans".
Probablement les dues obres sobre les quals es va basar Cammarano derivaven de l'obra francesa Eustache de St Pierre, ou Le siège de Calais d'Hubert (àlies de Philippe-Jacques Laroche), el qual hi havia estat representat a París en 1822 i que prenia la inspiració de una obra de 1765 anomenmada Le siège de Calais, de Pierre-Laurent Buirette de Belloy. La base històrica va ser el setge de Calais d'Edward III de 1346, el començament del conflicte que esdevindria la Guerra dels Cent Anys.
L'òpera va ser dedicada a la reina mare italiana, Maria Isabella, qui va assistir a l'estrena, realitzada en el dia de la seva onomàstica. Va ser la tretzena òpera estrenada pel compositor al Teatre San Carlo i la següent a l'exitosa Lucia di Lammermoor, estrenada l'any anterior. Es van fer setze representacions de L'assedio la temporada de la seva estrena i donat que l'òpera "complia els requisits per a una ocasió reial, amb el seu final feliç i l'afegit de la seva glorificació del paper de la reina anglesa, Donizetti va rebre les felicitacions del rei".
L'òpera de Donizetti va desaparèixer dels escenaris cap al 1840 i no va reaparèixer fins al Festival Donizetti de Bèrgam de 1990.

### Història de la composició
Interès per compondre per l'Òpera de París
Després de la vista a París de Donizetti de març de 1835 (per l'estrena de la seva obra Marino Faliero al Teatre Italià), queda clar que el compositor desitjava tornar a la capital francesa i escriure una òpera per representar-s'hi a l'Òpera, "el teatre més prestigiós del món".
A més, la tradició demanava per aquell teatre òperes que demostressin la solidesa i la resistència franceses davant de les fatalitats aclaparadores. Les obres i el ballet assenyalats com a fonts d'inspiració del llibret ja contenien aquesta noció d'obra patriòtica francesa. La llarga durada de la composició de l'obra, cinc mesos, s'ha considerat també com una demostració de la importància que Donizetti donava a la possible acceptació i producció de l'obra a l'Òpera de París. Així, L'assedio esdevenia el primer intent de Donizettti de crear una obra en l'estil francès de la grand opéra.
Observança de les tradicions de la grand opéra 
Tal com exigia la tradició, L'assedio va incloure un ballet divertissement (d'entreteniment), un ingredient clau de l'òpera francesa d'aquell període. La idea de la seva composició pot haver sorgit en la ment de Donizetti a partir de la reestrena del ballet de Luigi Henry al San Carlo en 1835, en l'època a la qual es va fer l'estrena de Lucia di Lammermoor. La inclusió d'aquesta forma de ballet era inusual a Itàlia, on sí que era freqüent l'execució d'un ballet com a obra separada, no inclosa a l'òpera, en una doble sessió òpera-ballet.
En la línia amb una altra tradició francesa, el compositor va rebutjar el concepte italià del rol de la prima donna, evitant la inclusió d'una peça d'entrada de l'heroïna, malgrat que el paper de la primera cantant femenina no tingués una importància notable. Al cap i a la fi, la trama de l'òpera "fa que els papers femenins siguin secundaris en importància".
Una altra de les tradicions franceses, personificada en la literatura pel concepte d'Eugène Scribe de la pièce bien faite (l'obra ben feta) i que aquest autor va fer servir en molts llibrets d'òpera, concerneix la inclusió d'un "cop de teatre", quelcom extraordinari que ocorre per fer canviar totalment l'evolució de la història. Aquest és certament el cas de L'assedio.
De totes maneres Donizetti va necessitar quatre anys més per veure una de les seves òperes escenificades a París.
Cantants disponibles per a l'estrena
No obstant, i en contradicció directa amb la tradició francesa, Donizetti va trobar la manera de fer servir el rol travesti tradicional italià, un paper que segons el musicòleg William Ashbrook Donizetti emprava per significar "un heroi masculí pensat per ser cantat per una dona contralt". Quan els contactes amb el tenor favorit de l'audiència de Nàpols, Giovanni Basadonna, van demostrar ser infructuosos i després de considerar que els tres tenors disponibles no eres prou bons, Donizetti va crear un paper de travesti en la tradició dels Tancredi o Arsace (Semiramide) de Rossini. Habitualment aquest paper protagonista de L'assedio, el personatge anomenat Aurelio, es cantant per una mezzosoprano, tot i que es va escriure per una tessitura de contralt.

## Història de les representacions
Reaccions a l'estrena

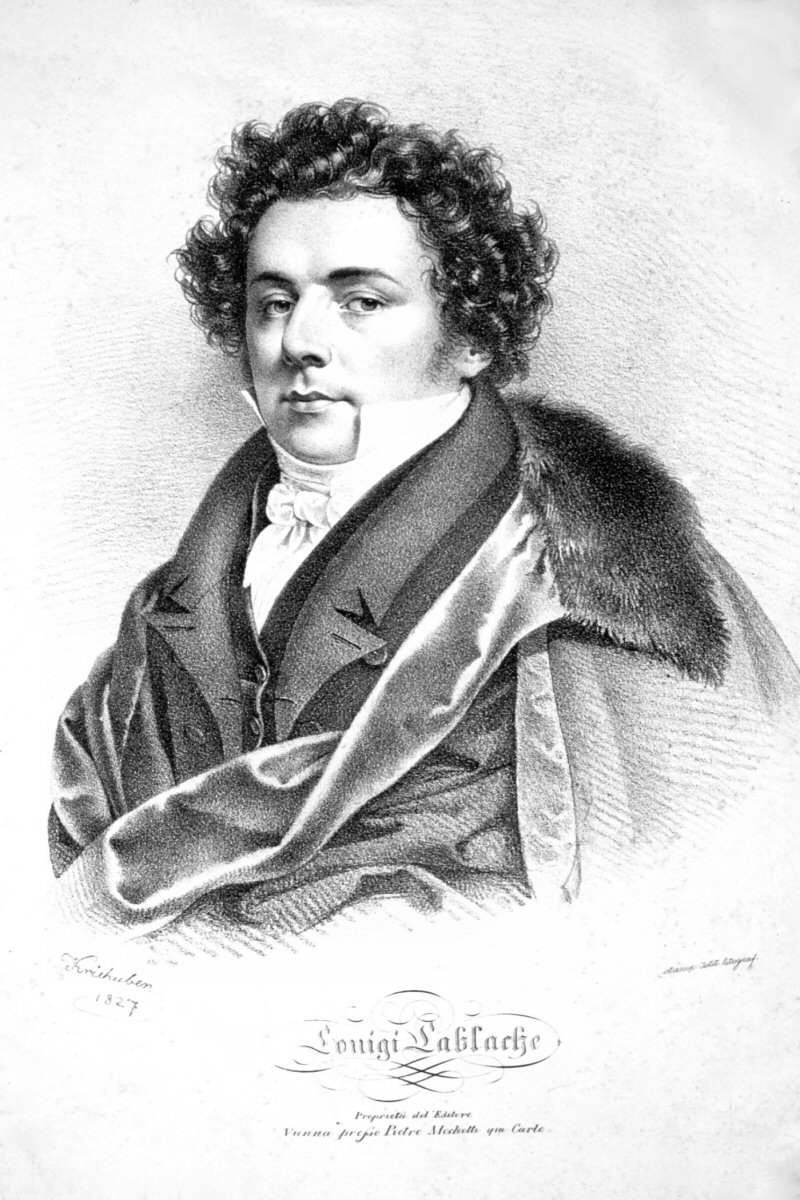
Retrat de Luigi Lablache, qui va cantar Edward III

Tot i que l'estrena "oficial" del 22 de novembre es va rebre amb entusiasme, o sigui, dos dies després de la veritable estrena absoluta, l'assistència per part dels espectadors a les representacions de l'obra no va ser important, degut en part a una epidèmia de còlera que afectava la ciutat, així com a d'altres parts del nord i del sud d'Itàlia.
Donizetti va creure que es tractava de la seva partitura més aconseguida, però va reconèixer que el tercer acte era el menys exitós. "Qui sap si ho hauré de retocar? El tercer acte... em sembla que aconsegueix menys efecte perquè els balls alenteixen l'acció, i potser els tallaré per fer l'òpera més efectiva".
Generalment considerat com el més feble, el tercer acte de la primera versió tenia quatre danses sorolloses en una escena a la qual se celebrava l'arribada de la reina. Dues eren d'Antonio Vaccari i dues de Donizetti, que segons Charles Osborne són "instantàniament oblidables".
A finals de 1836 s'havien fet 15 representacions de l'òpera, totes amb el acte III sense cap modificació. Però sembla que per a les representacions de juliol de 1837 es van introduir canvis, que van generar la queixa del Superintendent dels Teatres de Nàpols per alteracions no autoritzades. Se sap que Donizetti va intentar enfortir l'acte tercer, suprimint el ballet i el coral final i afegint una ària-rondó més tradicional per a Eleonora: Questo pianto che sul ciglio, E l'eccesso del contento (aquestes llàgrimes que cauen són l'excés de felicitat). Però malgrat aquest canvi, Donizetti continuava insatisfet amb el resultat, encara que sembla que no va fer altres revisions abans de marxar de Nàpols.
Aquesta nova representació de 1837 va tenir lloc el 6 de juliol i va incloure només els dos primers actes. Dos dies després es va tornar a representar amb l'acte tercer substituir per un ballet d'un altre compositor. Després de tres representacions més en 1838 i cap al final de 1839, es creu que la del 4 de febrer de 1840 va incloure només els dos primers actes. Després d'un total de trenta-vuit representacions a Nàpols, L'assedio va caure del cartell. Va ser doncs una de moltes òperes de Donizetti "madures que sembla que mai s'han escenificat en qualsevol altre lloc després de les seves primeres representacions".
L'objectiu parisenc de Donizetti
En un intent de poder veure l'obra escenificada a l'Òpera de París, Donizetti va escriure una carta el 21 de maig de 1837 al tenor més important d'aquella empresa, Gilbert Duprez, el qual recentment hi havia tornat de vuit anys a Itàlia. Duprez havia protagonitzat Lucia di Lammermoor dos anys abans. En la seva carta, Donizetti admetia que havia escrit l'òpera "d'acord amb els gustos francesos". Però el suggeriment de que L'assedio di Calais es pogués interpretar a París va ser ignorat i l'obra no es va estrenar mai a la capital francesa.
Ressorgiment en els segles XX i XXI
L'òpera va ser enregistrada a Londres per Opera Rara el 1988 en la seva versió de tres actes. La primera representació moderna de l'obra va tenir lloc al Festival Donizetti del Teatro Donizetti de Bèrgam, el setembre de 1990. Al Wexford Festival Opera (Irlanda) es va interpretar la versió de tres actes l'any 1991. L'òpera va ser rebre la seva estrena a Londres el 3 de març de 1993, amb la Guildhall School of Music and Drama, i la seva primera interpretació a Escòcia va tenir lloc a Glasgow, en un muntatge del RSAMD (ara Conservatori Reial d'Escòcia) al Nou Teatre Athenaeum, el 27 de juny de 1998.
La companyia English Touring Opera va donar un seguit de representacions a l'Anglaterra i Escòcia entre març i maig de 2013, les quals van constituir les primeres representacions professionals de l'obra al Regne Unit.

L'òpera va ser presentada en una versió de dos actes, tot incorporant parts del tercer acte als actes primer i segon, seguint precedents del segle xix, tal com va explicar el director de la producció, James Conway:
Alguns dels textos de Cammarano van ser censurats i neutralitzats. El paper de la reina és poc interessant, i el canvi sobtat d'opinió d'Edoardo no és pas creïble. Molta de la música del tercer acte no té el mateix nivell que la dels dos primers actes. En vida de Donizetti l'òpera va ser sovint escenificada sense un tercer acte, i hi ha proves de que una versió revisada, sense música de ballet i sense la reina anglesa, es va representar a Nàpols, per a desgràcia del llibretista.
En una declaració, el President de la Societat Donizetti, professor Alexander Weatherson, va dir sobre la versió de la companyia ETO:
Tenint en comptes la resistència i el sacrifici dels sis burgesos no podem negar que Donizetti va trobar que el tercer acte era tot un anti-clímax, que minorava l'efecte de la seva música anterior, ben inspirada, per oferir una celebració d'aniversari a la Reina Mare de Nàpols (el nom del qual prengué prestat en aquell acte per a la dona d'Edoardo III).

Va traçar els canvis gairebé immediatament després de l'estrena, traient la celebració i indicant les marques d'inserció i talls per reduir l'òpera a dos actes. Va ser el compositor qui va proposar traslladar l'ària del rei a un lloc immediatament després de la introducció del primer acte, rebutjant així el final feliç de la versió original. Que mai no arribés a escriure una versió definitiva de l'obra no és transcendent, el final de la versió en dos actes té un sentit dramàtic real. Els burgesos apareixen així al final, com ho fan a l'escultura de Rodin, fent front al seu destí cruel.
A més, Weatherson va afegir els comentaris següents a la pàgina web de la Societat, amb relació a futures actuacions:
L'edició en dos actes és més concentrada i més curta que la versió de tres actes, no n'hi ha cap ballet ni celebracions d'aniversari, però eleva l'obra al nivell més alt de Donizetti i amb una música notable segons els seus propis desitjos.

## Personatges

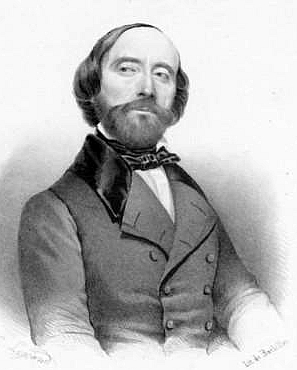
Paul Barroilhet, qui va cantar el paper d'Eustachio

| Paper                                        | Tipus de veu                | Estrena, 19 de novembre de 1836 (Director: -) |
| -------------------------------------------- | --------------------------- | --------------------------------------------- |
| Eustachio de Saint-Pierre, alcalde de Calais | baríton                     | Paul Barroilhet                               |
| Aurelio, el seu fill                         | mezzosoprano (rol travestí) | Almerinda Manzocchi                           |
| Eleonora, la dona d'Aurelio                  | soprano                     | Caterina Barili-Patti, mare d'Adelina Patti   |
| Giovanni d'Aire, burgés                      | tenor                       | Ferdinando Cimino                             |
| Giacomo de Wisants, burgés                   | tenor                       | Freni                                         |
| Pietro de Wisants, burgés                    | baríton                     | Giovanni Bevalden                             |
| Armando, burgés                              | baix                        | Giuseppe Benedetti                            |
| Edoardo III, Rei d'Anglaterra                | baríton                     | Luigi Lablache                                |
| Isabella, Reina d'Anglaterra                 | soprano                     |                                               |
| Edmondo, general anglès                      | tenor                       | Nicola Tucci                                  |
| Un Desconegut, espia anglès                  | baix                        | Pietro Gianni                                 |

## Argument
Font: l'acció descrita té com a referència l'enregistrament d'Opera Rara de 1988. Possibles variants s'indiquen entre claudàtors.
Època: 1347
Lloc: Calais, França.

### Acte 1
Escena 1: Fora els murs de Calais, al vespre
Mentre dormen els soldats anglesos que assetgen la ciutat, Aurelio es despenja per una corda de les muralles de la ciutat. Al campament anglès roba unes llesques de pa i intenta tornar a pujar. Un dels soldats desperta, alertat pels sorolls que fa Aurelio. El soldat desperta els altres soldats i immediatament el persegueixen. El cor de soldats descriu com escapa saltant al mar i nedant.
[En una versió revisada, sense tercer acte i amb unes quantes línies d'enllaç afegides al recitatiu, el rei Edoardo apareix fora els murs de la ciutat i canta en aquest punt la seva ària L'avvenir per me fia tutto / un trionfo, una vittoria / Francia, Scozia ed Albione / Un sol freno reggerà(L'avenir tot ho fia per mi / un triomf, una victòria / França, Escòcia i Albió / Un sol rei regnarà). En la versió de l'estrena aquesta ària es troba a l'escena II de l'acte tercer.
English Touring Opera va interpretar aquesta versió en dos actes. La seva sinopsi en línia descriu l'acció de la següent manera:
Edoardo, líder de l'exèrcit assetjador, s'impacienta per la victòria sobre els defensors de la ciutat. Sap que ha de conquerir la ciutat per guanyar la campanya i millorar la seva pròpia reputació. Exhorta al seu herald Edmondo a reclamar ostatges a canvi d'estalviar la destrucció total de la ciutat. Edmondo li diu que aquesta estratègia ja la ha posada en marxa.]
Escena 2: Dins el Palau Municipal de Calais
El pare d'Aurelio, Eustachio, que és l'alcalde de Calais, parla tristament sobre la situació de les persones qui hi ha entre els murs de la ciutat i sobre els seus laments: E soccorso, e alimenti, e espeme... e tutto / Tutto ne manca... tranne / Il mio patrio amore (Ajuda, aliments, esperança... tot / tot ens falta, excepte l'amor de la pàtria). A més, explica que no sap res del seu fill Aurelio. Eleonora, l'esposa d'Aurelio, entra exclamant que tot està perdut: Aurelio ha estat vist intentant escapar dels anglesos sota una pluja de fletxes i tem que no hagi sobreviscut. Eustachio es desespera: cantabile Le fibre, oh Dio! m'investe / Orrida man di gelo! (Les fibres, oh Déu, em colpegen / horrible mà de gel) i Eleonora s'uneix a Eustachio en un duet al qual expressa també les seves pors.
Aviat se sap que Aurelio s'ha salvat. Ambdós, pare i dona, expressen la seva alegria amb una cabaletta, cantada primer per Eustachio, després per Eleonora, i després per tots dos: Un istante i mali obblìo / Dell' orrenda e lunga guerra!... (Per un instant he oblidat els problemes / de la llarga, terrible guerra!). Pietro entra per confirmar que Aurelio es troba sa i estalvi, que s'està canviant de roba. La seva dona demana que el portin davant d'ella i quan Aurelio arriba porta amb ell en braços el seu jove fill, Filippo. Hi ha un retrobament emotiu de tots quatre: ària d'Aurelio di sortita, cantabile Al mio core oggetti amati / Vi congiunga un solo amplesso (Al meu cor estimats / Tots en una sola abraçada). Sobreposant-se a les llàgrimes, Aurelio deu respondre a la pregunta de quines són les possibilitats de supervivència. Proclama que no hi ha res que es pugui fer per sobreviure a l'atac anglès, excepte lluitar fins al final: cabaletta d'Aurelio i després de tots alhora, Giovanni, Eleanora, Eustachio. Aurelio repeteix la seva part: Giammai del forte l'ardir non langue (Mai del fort languideix el coratge).
El grup es lamenta del seu destí, sabent que Edoardo III planeja el control total de la ciutat. Giovanni marxa a informar-se del danys patits per la ciutat, però torna immediatament per anunciar que la població de la ciutat s'ha rebel·lat, s'escolta la gent demanant la mort d'Eustachio. Entra un Desconegut i amb ell dos seguidors. Eustachio demana als soldats que el deixin passar i, desafiant, l'increpa Che s'indugia? In questo core / Scenda il ferro (Què et deté? / En aquest cor / entri el ferro parricida). Després, alguns dels presents canten en tres grups: Aurelio/Eleonora/Giovanni/Armando/Giocomo/Pietro: Gente ingrata, non è questi il tuo padre, il tuo sostegno? (Gent ingrata, no és aquest sinó el teu pare, el teu sosté?). El Desconegut canta llavors Non previsto e fero inciampo / Si frappone al mio disegno (Coratge imprevist i un obstacle en el meu camí), i els seguidors A quel sensi, a quell' aspetto / Più lo sdegno no m'invade (En aquest sentit, en aquest aspecte / Més ultratge no em envaeix). El Desconegut intentar persuadir la multitud per actuar, però Eustachio li demana que demostri qui és i que no es tracta d'un anglès. En un impuls, el Desconegut intenta apunyalar Eustachio, però el desarmen. Els dos acompanyants del Desconegut demanen el perdó, dient que els ha seduït un dimoni. En un massiu coral final, acaben tots surtin separadament, i el Desconegut és arrossegat fora com a presoner.

### Acte 2
Escena 1: habitacions d'Aurelio i Eleonora
Eleonora observa l'Aurelio i el fill que dormen. Conscient del setge imminent, prega per alguna breu comoditat: Breve riposo a lui concede il sonno (Breu descans li concedeixi el somni). Despertant-se sobtadament d'un mal somni, Aurelio el descriu angoixat, dient que el seu fill serà capturat i assassinat pels soldats anglesos davant els seus ulls. Duet, primer Aurelio: Io l'udia chiamarmi a nome (Vaig sentir que em cridaven), mentre Eleonora canta: Rio presagio! Amato figlio (Un mal presagi! Fill estimat). Unes campanes semblen convocar Aurelio a la lluita, però en aquell moment Giovanni arriba per anunciar que el rei anglès desitja discutir els termes del setge, i anima Aurelio a reunir-se amb els altres líders. Cabaletta d'Aurelio i Eleonora: La speme a dolci palpito, mi ridestò nel seno... (L'esperança el dolç batec s'ha despertat al pit). Aurelio marxa.
Escena 2: Un recinte públic dins la ciutat
La gent plora la seva desesperació: D'un popolo afflitto il grido gemente... (D'un poble humil, el crit amb la queixa...). L'herald del Rei, Edmondo, declara que hi haurà una treva, però amb la condició de que sis ciutadans nobles de Calais (burgesos) siguin conduïts fora els murs on cauran sobre ells la infàmia i la mort.
Tots estan horroritzats i expressen la seva ira. Eustachio declara que tots romandran francesos. Aurelio contesta amb ira a Edmondo: ària Esci, e sappia chi t'invia / Che abboriam dal patto infame (Marxa i que sàpiga qui t'envia que odiem el pacte infame), però Eustachio exigeix que les protestes s'aturin i informa a l'herald que, abans del capvespre, les sis víctimes li seran entregades i, com a resposta a les protestes, proclama que ell serà el primer de la llista. Després signa amb el seu nom un paper. Tot i que Aurelio intenta fer el mateix, el seu pare li ho impedeix i són altres quins donen un pas al front i afegeixen els seus noms a la llista. Finalment Aurelio aconsegueix afegir-hi també el seu. El grup de sis homes ja està complet. Quan el sol comença a pondre's, tots són a punt per marxar i canten el seu acomiadament: sextet i després tots O sacra polve, o suol natio (Oh pols sagrat, oh terra natal!) amb el poble lamentant el destí dels seus camarades.
[El que segueix prové de l'acte tercer, traslladat al segon en la revisió de la companyia ETO: Aurelio intenta aguantar les seves llàgrimes mentre s'acomiada del seu fill i d'Eleonora, però finalment trenca a plorar amb el fill als braços: Raddopia i baci tuoi, Parte di me più cara... (dobla les teves abraçades, marxa de mi estimada). Llavors Eleonora, Eustachio, i els ostatges s'uneixen a Aurelio en el final de l'obra. Aquesta ària és a la versió original de 3 actes a l'escena setena del tercer acte.]

### Acte 3
[Com comentat, en la versió de la companyia ETO s'ha eliminat gairebé tot el que segueix, excepte l'ària d'Aurelio Raddopia i baci tuoi i el lament general (excepte el de la reina, personatge suprimit) que s'han mogut al segon acte i han esdevingut el final de l'òpera.]
Escena 1: El campament anglès fora les portes de la ciutat
El rei Edoardo reclama que quan la seva reina arribi, sigui saludada d'una manera protocol·lària. El rei no sap del cert on es troba el seu herald ni si el francès ha acceptat el seu pla. Quan per fi arriba Edmondo, per dir-li que el francès enviarà els sis homes, Edoardo mostra la seva alegria, ja que es veu finalment com a governant d'Anglaterra, Escòcia i França: ària L'avvenir per me fia tutto / un trionfo, una vittoria / Francia, Scozia ed Albione / Un sol freno reggerà (L'avenir tot ho fia per mi / un triomf, una victòria / França, Escòcia i Albió / Un sol rei regnarà).
[Vegeu a l'acte primer on va ser reubicada aquesta ària del rei Edoardo a la versió de dos actes]
Arriba la reina Isabella, i immediatament proclama la seva sorpresa al no poder-se reunir amb el seu marit dins la ciutat de Calais. No obstant això, el rei lloa els èxits de la reina en la seva participació en la pacificació d'Escòcia. A continuació els ballarins celebren la victòria de la reina Isabella.
Danza di prigioneri Scozzesi (dansa dels presoners escocesos), composta per Donizetti.
Passo a quatro (pas a quatre), compost per Antonio Vaccari.
Passo d'assieme (pas de conjunt) compost per Antonio Vaccari.
Danza armata (dansa armada), composta per Donizetti.
[Una versió posterior va escurçar l'acte deixant una única escena, tot suprimint els ballets i el paper de la reina]
Edmondo avisa al rei que els sis ostatges han arribat. Ordena que siguin conduïts a la tenda del rei i que es prepari una bastida en un lloc apartat.
Escena 2: Dins la tenda del rei Edoardo
[En la revisió en tres actes posterior a l'estrena, no existeix aquesta escena 2, i les següents accions es desenvolupen a l'escena 1 a prop dels murs de la ciutat.]
Els homes condemnats s'apropen, encapçalats per Eustachio que dona les claus de Calais al rei. El rei declara que els sis serveixen d'exemple als altres, però Eustachio es manté ferm afirmant que esperen una mort gloriosa. Llavors s'escolta Eleonora dirigint-se als habitants de la ciutat. Edoardo intenta que els seus homes apartin els familiars de les víctimes que els han acompanyat. La reina Isabel s'uneix a les peticions de les víctimes i de les seves famílies, però el rei els rebutja amb fermesa. Eustachio proclama que els sis han acceptat el seu destí i els homes s'acomiaden de les seves famílies. Aurelio intenta aguantar les seves llàgrimes mentre s'acomiada del seu fill i d'Eleonora, però finalment trenca a plorar amb el fill als braços: Raddopia i baci tuoi, Parte di me più cara... (dobla les teves abraçades, marxa de mi estimada). Llavors Eleonora, Eustachio, els ostatges i la reina s'uneixen al cant. Fins i tot el rei comença a compadir-se, i quan els condemnats tornen a acceptar el seu destí, Isabella els demana que parin, tot dient a Edoardo: Di re figlia, vincitrice, io mi postro (Filla de rei, vencedora, em prostro). Els oficials anglesos s'uneixen també a les demandes de la reina i finalment Edoardo dona el seu perdó als sis homes. Llavors tot és alegria i tots, a cor, canten elogis per la bondat del rei, declarant que la seva memòria viurà per sempre: Fin che i secoli vivranno / Le tue laudi un eco avranno (Mentre visquin els segles la seva memòria perdurarà). El rei acaba l'obra cantant D'un trionfo è assai più gratto / Questo giubbilo per me! (Més grat que un triomf és aquesta alegria per a mi).
[En una versió posterior, Donizetti va afegir un rondó final per a Eleonora: S'il mio cor soavi effetti.]

## Música
Convencions dels drames musicals de l'ottocento italià
Com a resum general de la qualitat de la música d'aquesta òpera, William Ashbrook va indicar en la seva anàlisi de 1989:
Encara que tingui defectes, L'assedio di Calais conté algunes de les parts musicals més atractives i genuïnes que Donizetti mai va compondre. Deixant clar que aborda un nou tipus de subjecte -el sacrifici per la pàtria- el tracta amb una dramàtica immediatesa, particularment al final de l'acte segon, constituint la seva millor escena dramàtica d'home de teatre. Per molts dels seus plantejaments, com l'eloqüent retrat d'Eustachio i l'efecte acumulatiu de molts dels passatges de conjunt, L'assedio és una òpera futurista del 1836.
El seguiment de les estructures del bel canto és plenament visible al llarg de tota l'obra. Osborne elogia el mestratge en seva col·laboració de Donizetti i Cammarano, destacant de l'acte primer el duet Le fibre, oh Dio, m'investe!, d'Eustachio i Eleonora, juntament amb la cabaletta Un instante i mali obblìo", com a "un bon exemple de la forma establerta" d'aquella època.
Tanmateix, Ashbrook assenyala que l'obertura de l'òpera és molt diferent de qualsevol de les seves altres obertures, ja que ha de parafrasejar l'acció mentre Aurelio baixa pels murs de la ciutat per a robar el pa dels anglesos. Aquí la música "s'allunya de crear una impressió generalitzada d'estat d'ànim, per tal de buscar una novetat dramàtica, i una certa efectivitat".
També, tal com es va veure en molta de la música de Maria Stuarda de l'any anterior, hi ha una tendència a crear peces de conjunt, amb àries de solista que esdevenen duets i posteriorment canvien a cant coral. A l'acte 1, escena 2, veiem clarament aquest desenvolupament a partir de l'ària d'Eustachio Che s'indugia? En questo core, passant pel cant d'Aurelio i els seus homes Gente ingrata i els cant del Desconegut Non previsto e fero inciampo per arribar al cant coral A quel sensi.

### Revisions de l'acte III després de 1836
Tal com el compositor va reconèixer de seguida, les febleses de l'acte tercer li van impulsar a modificar o reescriure aquest acte. Tanmateix, si bé no sembla que va treballar-hi molt, sí que hi va haver canvis en almenys una revisió del llibret, i alguns dels canvis podrien haver estat interpretats en públic. (Vegeu "Reaccions a l'estrena").
Dels canvis que es van fer, es poden indicar els següents:
- Donizetti va escurçar l'acte tercer a una única escena, segons William Ashbrook: va suprimir els ballets i el paper de la reina i va afegir un rondó final per Eleonora, S'il mio cor soavi effetti, que apareix com un apèndix en l'edició de l'enregistrament d'Opera Rara. Ashbrook especula que aquesta ària podria haver ajudat a una prima donna a trobar el paper d'Eleonora més atractiu.[39] Tanmateix, Osborne considera que la pèrdua del final de conjunt i l'afegit de la cabaletta d'Eleonora "no és una millora respecte a les idees inicials de Donizetti".[40]

- John Black afirma, en les seves notes a l'edició d'Opera Rara, que certes àrees específiques del llibret mostren aquests canvis. També especula que podrien haver estat interpretats a Nàpols l'any 1837 i en posteriors representacions, tenim com a conseqüència la protesta del Superintendent, donat que les fonts indiquen que a Nàpols es va interpretar en més d'una ocasió la versió de dos actes.

- L'ària del rei Edoardo de l'acte 3, escena 1, (L'avvenir per mi fia tutto, Un trionfo, una vittoria), va ser moguda just al començament de l'acte 1. Fent alguns canvis al llibret, pensats en treballar certes situacions dramàtiques, s'hauria simplificat l'acte, que és l'únic al qual el rei apareix. Black dubte que aquest canvi s'hagi arribat mai a interpret. Tanmateix, Black indica que és un canvi autèntic, perquè és així com succeeix en una font del llibret original, el ballet de Luigi Henry L'assedio di Calais. Se sap que el compositor va veure aquest ballet en 1835, quan es va tornar a escenificar a Nàpols a l'època a la qual ell preparava la Lucia di Lammermoor. Aquest ballet li podria haver donat la idea de la creació d'aquesta òpera.

Tanmateix, el què no se sap exactament és qui va ser responsable d'aquests canvis del llibret. No van ser fets per Cammarano, qui va escriure alguns comentaris despectius al marge de com a mínim un dels llibrets modificats.
Sota el seu títol traduït de The Siege of Calais (El Setge de Calais), aquest obra està sent produïda per dues empreses dels EUA al llarg del 2017. S'interpretarà diverses vegades durant l'estiu al Festival Glimmerglass de Cooperstown (Estat de Nova York), i l'Òpera Odyssey de Boston donarà dues representacions a finals d'octubre com a part part d'una temporada de cinc obres dedicades a la Guerra dels Cent Anys, quatre d'elles centrades en la figura de Joana d'Arc.

## Enregistraments
| Any  | Repartiment: Eustachio, Aurelio, Eleonora, Giovanni d'Aire, Estranger/Desconegut, Rei Eduardo III, Reina Isabella | Director, Orquestra i Cor | Segell                           |
| ---- | --- | --- | -------------------------------- |
| 1988 | Christian du Plessis, Della Jones, Nuccia Focile, Rico Serbo, Norman Bailey, Russell Smythe, Eiddwen Harrhy       | David Parry, Philharmonia Orquestra i Cor Geoffrey Mitchell                                                                                    | CD: Opera Rara, Cat: ORC9        |
| 1990 | Paolo Coni, Luciana D' Intino, Nuccia Focile, Romano Emili, Maurizio Antonelli, Michele Pertusi, Barbara Frittoli | Roberto Abbado, Orquestra i Cor de la RAI de Milà, (enregistrament en directe des del Teatre Civico Gaetano Donizetti, Bèrgam, 20 de setembre) | DVD: Casa d'Òpera,Gat: DVDCC 177 |